# ليونا أندرسون
ليونا أندرسون (بالإنجليزية:Leona Anderson) (مواليد 3 أبريل 1885 - وفيات 25 ديسمبر 1973). ممثلة أفلام أمريكية في فترة السينما الصامتة .

## روابط خارجية
- ليونا أندرسون على موقع IMDb (الإنجليزية)
- ليونا أندرسون على موقع ميوزك برينز (الإنجليزية)
- ليونا أندرسون على موقع أول موفي (الإنجليزية)
- ليونا أندرسون على موقع قاعدة بيانات الأفلام السويدية (السويدية)
- ليونا أندرسون على موقع إن إن دي بي (الإنجليزية)
- ليونا أندرسون على موقع أول ميوزيك (الإنجليزية)
- ليونا أندرسون على موقع ديسكوغز (الإنجليزية)
- ليونا أندرسون على موقع قاعدة بيانات الفيلم (الإنجليزية)
- ليونا أندرسون على موقع كينوبويسك (الروسية)